# The Boo Radleys
The Boo Radleys er en Rock-gruppe fra Storbritannien.

## Diskografi
- The boo radleys adrenalin ep (1992)
- Boo forever (1992)
- Giant steps (1993)
- Wake up (1994)
- C'mon kids (1996)
- Kingsize (1998)

| Musikgruppe | Spire Denne artikel om en britisk musikgruppe er en spire som bør udbygges. Du er velkommen til at hjælpe Wikipedia ved at udvide den. |